# تراکیه شرقی
تراکیۀ شرقی (ترکی استانبولی: Doğu Trakya) قسمتی از جمهوری ترکیه است که جزو اروپای جنوبی محسوب می‌شود و قسمت شرقی دولت تاریخی تراکیه است.

## نگارخانه

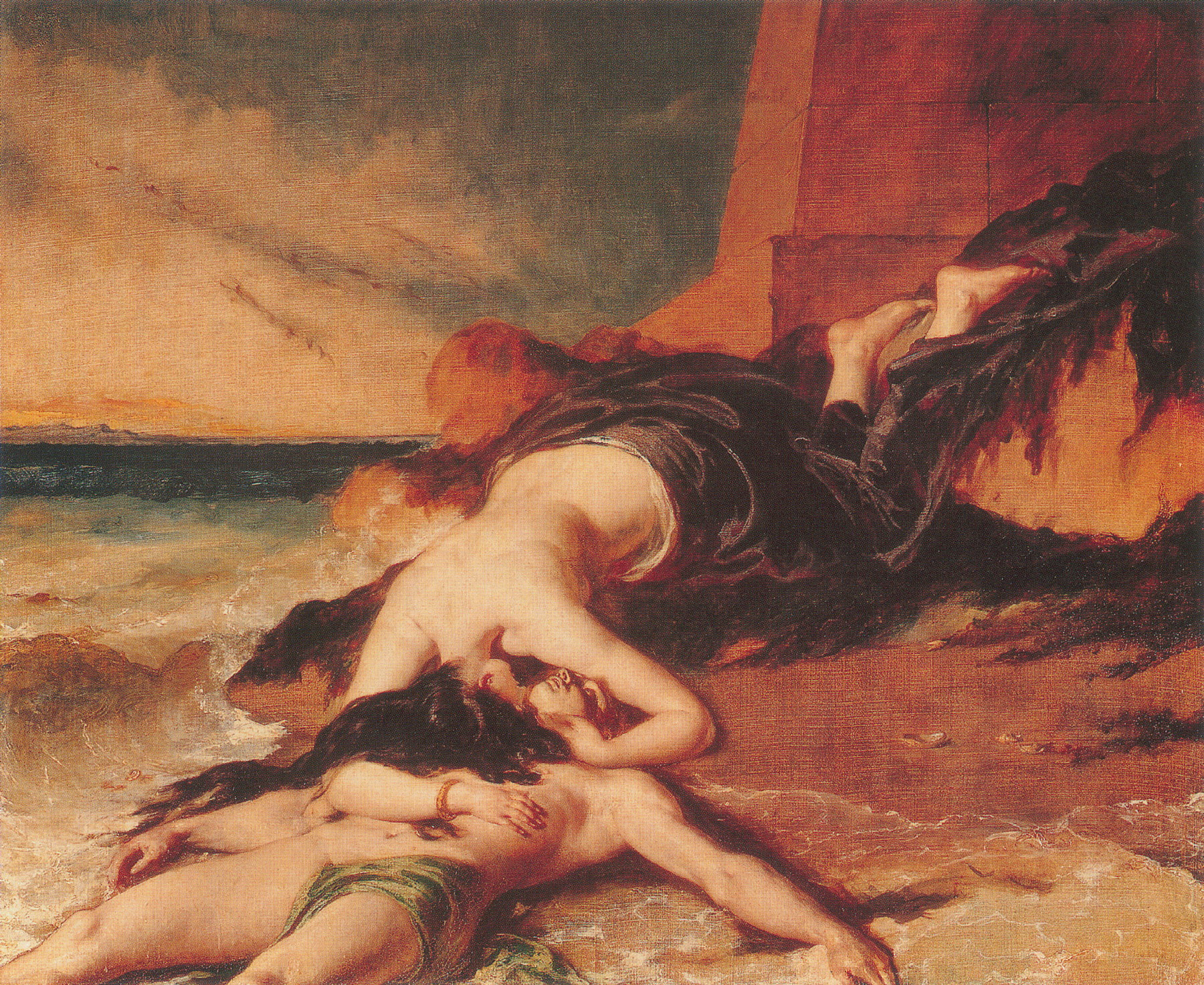
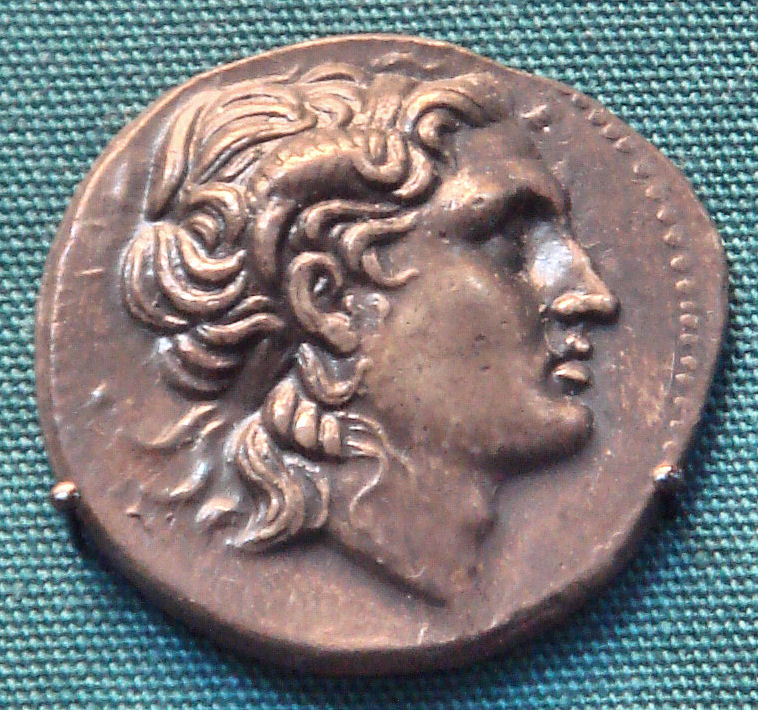
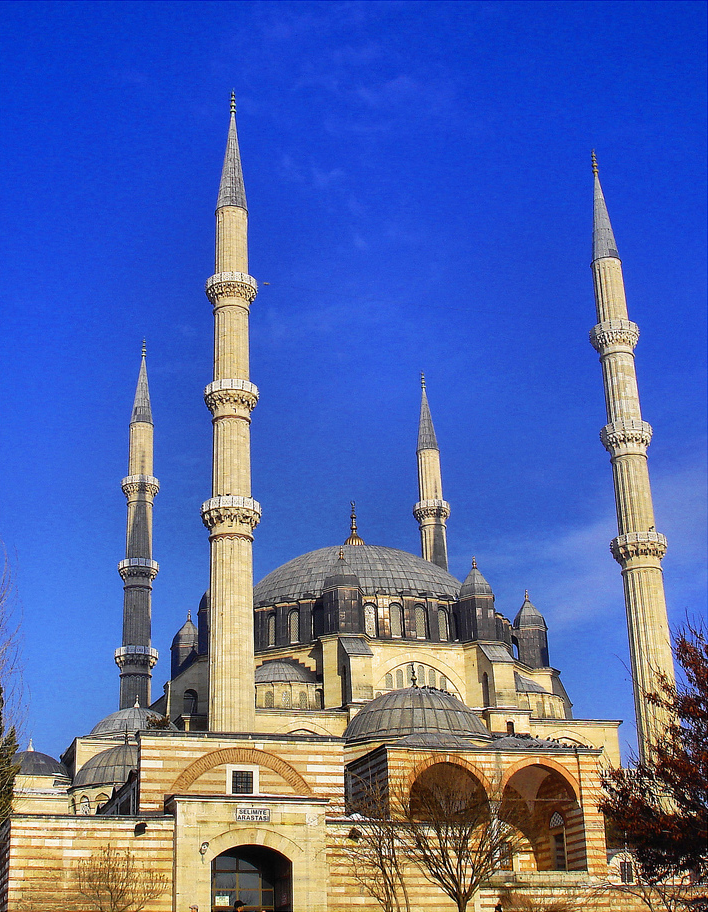
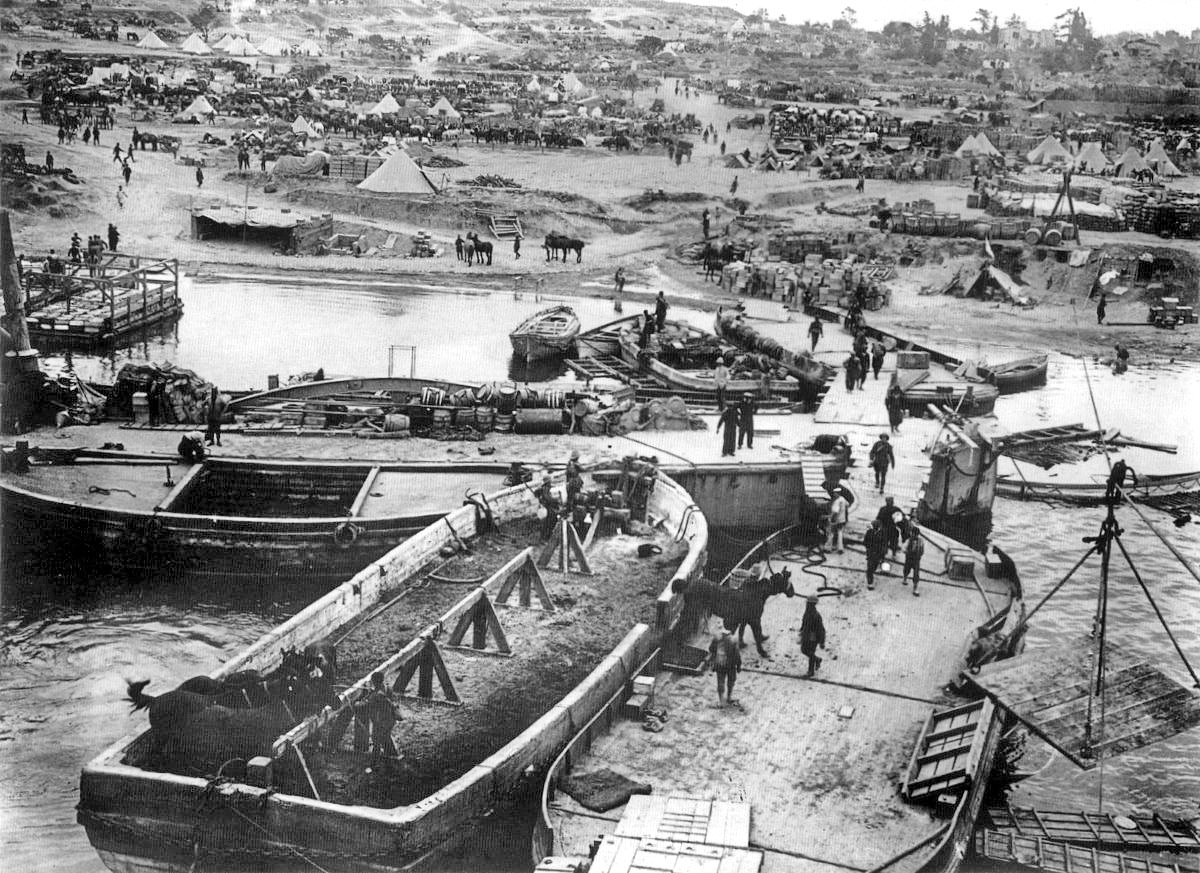